# Mölnlycke IF
Mölnlycke IF är ett fotbollslag från Mölnlycke strax utanför Göteborg. Klubben spelar sina hemmamatcher på Mölnlycke Idrottsplats i centrala Mölnlycke.

## Historik
Klubben bildades 27 maj 1921, och hade till en början en stark koppling till Mölnlycke Wäfveri, där många av spelarna arbetade. Flera Mölnlyckespelare har senare hamnat i Allsvenskan; Kurt Johansson i Örgryte IS och Ingvar Svensson i IFK Göteborg blev till och med landslagsspelare. Bland andra profilerade spelare som representerat klubben märks systrarna Lotta och Camilla Schelin, samt Johan Pettersson, Anders Holmberg, Gustav Ludwigson och Linus Dahl.